# Соколов, Михаил Михайлович (социолог)
Михаи́л Миха́йлович Соколо́в (род. 1977) — российский социолог, кандидат социологических наук. Профессор Факультета политических наук и социологии Европейского университета в Санкт-Петербурге. Член Санкт-Петербургской ассоциации социологов, в прошлом сотрудник Центра независимых социологических исследований. Один из ведущих специалистов в области социологии академического мира и микросоциологии в России. В качестве приглашённого преподавателя и исследователя работал в Центрально-Европейском университете, Университете Йоэнсуу, Эссекском университете, Европейском университете Виадрина и Московской высшей школе социальных и экономических наук. В разное время являлся участником и руководителем многих исследовательских проектов. Участвует в различных научно-популярных проектах, занимается научной публицистикой. На сайте «ПостНаука» ведёт курс видеолекций «Введение в микросоциологию».

## Биография
В 1994—1999 годах обучался на факультет социологии СПбГУ, диплом с отличием по специальности «социальная антропология». В 2003 году окончил аспирантуру Социологического института РАН; научный руководитель В. В. Костюшев.
Кандидат социологических наук (2003, диссертация «Самопредставление организации в русском радикальном националистическом движении»), учёная степень присуждена в Санкт-Петербургском государственном университете.
Лаборант-исследователь Санкт-Петербургского филиала Института социологии РАН (1997—1998). Научный сотрудник Центра независимых социологических исследований (2001—2010), преподаватель Факультета свободных искусств СПбГУ (2005). В 2005—2007 годах — доцент факультета социологии СПбГУ.
Доцент факультета социологии, старший научный сотрудник Лаборатории социологии образования и науки Санкт-Петербургского филиала Государственного университета — Высшей школы экономики (2007—2011). С 2006 года — профессор факультета политических наук и социологии Европейского университета в Санкт-Петербурге. Член редколлегии журнала «Социологические исследования» (с 2020).

## Статьи по социологии академического мира
- 2013 «„Тяжеловесы“ российской социологии: опыт измерения статуса и ресурсов ученых». // Социологические исследования, № 10: 77-87 (в соавторстве с Алексеем Кнорре)
- 2013 «Политическая экономия российского вуза» // Отечественные записки, № 4(55) (В соавторстве с Владимиром Волохонским)
- 2012 «О процессе академической (де)цивилизации» // Социологические исследования, № 8: 21-30
- 2012 «Место исследований локальных академических сообществ в социологии науки» // Социологические исследования, № 6: 76-82
- 2011 «Рынки труда, стратификация и карьеры в советской социологии: История советской социологической профессии» // Экономическая социология, 12(4): 37-72
- 2010 «Индивидуальные траектории и происхождение „естественных зон“ в петербургской социологии» Журнал социологии и социальной антропологии, № 3: 111—132
- 2010 «Там и здесь: Могут ли институциональные факторы объяснить состояние теоретической социологии в России?» Социологический журнал, № 1, 126—133
- 2009 «Российская социология после 1991 года: Интеллектуальная и институциональная динамика „бедной науки“» Laboratorium. Журнал социальных исследований, № 1: 20-57
- 2009 «Академический туризм: Об одной форме вторичного приспособления к институтам интернациональной науки» Неприкосновенный запас, 67(5): 223—236
- 2009 «Несколько замечаний о девальвации ученых степеней: Экономико-социологический анализ динамики символов академического статуса» Экономическая социология, 10(4): 14-30
- 2009 «Национальные и международные репутации российских социологов: Наукометрический анализ» Социологические исследования, № 1: 144—152 (недоступная ссылка)
- 2008 «Проблема консолидации авторитета в постсоветской науке» Антропологический форум, Том 9: 8-31 Заглавная статья в номере, посвященном состоянию социальных наук в России. Там же: 'Ответная реплика': 106—120
- 2007 «Величие классиков: Скромная попытка преодолеть пропасть между институциональными и интеллектуальными объяснениями» // Мониторинг Общественного Мнения, Том 84(4): 144—164
- 2005 «Академические рынки, сегменты профессии и интеллектуальные поколения: Фрагментация петербургской социологии» // Журнал социологии и социальной антропологии, № 2: 76-92 (В соавторстве с Федором Погореловым)

## Статьи по микросоциологии
- 2012 «Социология запредельного: Фрейм-синтез космологии в Пятикнижии Моисея» Оксана Карпенко (ред.) Беспредельная социология: Сиквел. С.Петербург: ЦНСИ: 58-96
- 2007 «Он-лайновый дневник, теории виртуальной идентичности и режимы раскрытия персональной информации» Владимир Волохонский, Юлия Зайцева, Михаил Соколов (ред.) Блоги: новая реальность. Личность и межличностное взаимодействие в сети Интернете. С.-Петербург: Издательство СПбГУ: 9-39
- 2005 «Представление себя „культурным“: Дисплей культурного капитала в повседневных взаимодействиях» // Социологический журнал, № 1:140-152
- 2005 «Пьянка: Исследования социального производства опыта не-идентичности» / О. Паченков, М. Соколов, Е. Чикадзе (ред.) // Беспредельная социология. Сборник эссе к 60-летию Виктора Воронкова. С.-Петербург: ЦНСИ: 83-98
- 2005 «Культ спецслужб в современной России» // Неприкосновенный запас, 42 (3): 109—114

## Статьи о националистических движениях
- 2008 «Конец русского радикального национализма?» // Антропологический форум, 8: 183—197

Перевод на английский 2009. ‘The End of Russian Radical Nationalism?’ Forum for Anthropology and Culture, #5: 161—179
- 2007 «Изобретая русский фашизм: Некоторые замечания по поводу дискуссии 90-х» Марлен Ларюэлль (ред.) Русский национализм в политическом пространстве. Москва: Франко-русский центр гуманитарных и общественных наук: 30-53. Интернет-версия: Форум восточноевропейской истории и культуры, (№ 2, 2010)
- 2006 «Новые Правые интеллектуалы в России: Стратегии легитимации» Ab Imperio, № 3: 321—355 Интернет версия: Форум восточноевропейской истории и культуры (№ 2, 2010) Перевод на английский: 2009 'New Right Intellectuals in Russia: Strategies of Legitimization.' Russian Politics and Law, 47(2): 47-75
- 2006 «Национал-Большевистская Партия: Идеологическая эволюция и политический стиль» Александр Верховский (ред.) Русский национализм: идеология и настроение. Москва: СОВА. Интернет версия: Форум восточноевропейской истории и культуры, (№ 1, 2010)
- 2006 «Русское Национальное Единство: Анализ политического стиля радикально-националистической организации» ПОЛИС, № 1: 67-77

Перевод на английский: 2008. ‘Russian National Unity: An Analysis of the Political Style of a Radical Nationalist Organization.’ Russian Politics and Law, 46(4): 62-75
- 2005 «Классовое как этническое: Риторика русского радикально-националистического движения» ПОЛИС, № 2:127-137. Перевод на английский: 2008. Class as Ethnicity: The Rhetoric of the Russian Radical Nationalist Movement.’ Russian Politics and Law, 46(4): 76-90